# Перро, Жан-Пьер
Жан-Пьер Перро (фр. Jean-Pierre Perreault, 1947, Монреаль — 4 декабря 2002, там же) — крупнейший канадский хореограф, представитель современного танца.

## Биография
C 1967 года танцевал в балетной труппе Жанны Рено, в 1971 году стал одним из художественных директоров труппы. В 1981 году началась его самостоятельная карьера: как приглашённый артист он работал в университете Саймона Фрэзера в Ванкувере и Центре Лабана в Лондоне. В 1984—1992 годах преподавал в Квебекском университете в Монреале. В 1984 году организовал собственную компанию — Фонд Жан-Пьера Перро. Нередко выступал в своих постановках композитором, художником и других ролях.
Скончался от рака.

## Постановки
- Pentagramme (1980)
- Dix minutes (1980), на музыку Баха
- Refrains: An Opera (1981)
- Huit minutes (1982), на музыку Верди
- Offical version: Red (1982)
- Rodolphe (1983)
- Joe (1984)
- Stella (1985)
- Nuit (1986)
- L'événement AUTOROUTE 86 (1986)
- Eldorado (1987)
- Eva Naissance (1987), на музыку Шопена
- Les Lieux-dits (1988)
- Piazza (1988)
- Orénoque (1990)
- Flykt (1991), по заказу Кульберг-балета[англ.]
- îles (1991)
- La Vita (1993)
- Adieux (1993)
- L'instinct (1994)
- Les années de pèlerinage (1996), на музыку Листа
- Les Ombres dans ta tête (1996)
- Eironos (1996)
- Les Éphémères (1997)
- L'EXIL-L'OUBLI (1999)
- E.M.F. (1999), на музыку Мендельсона
- The Comforts of Solitude (2001)
- Les ombres (2001), хореографическая инсталляция
- Les petites sociétés (2004), посмертно

## Признание и награды
- Премия генерал-губернатора (2002).
- Офицер Национального ордена Квебека (2004, посмертно).

Хореографу посвящён документальный фильм Danser Perreault (2005, IMDB).